# St. Blasius (Kinzweiler)

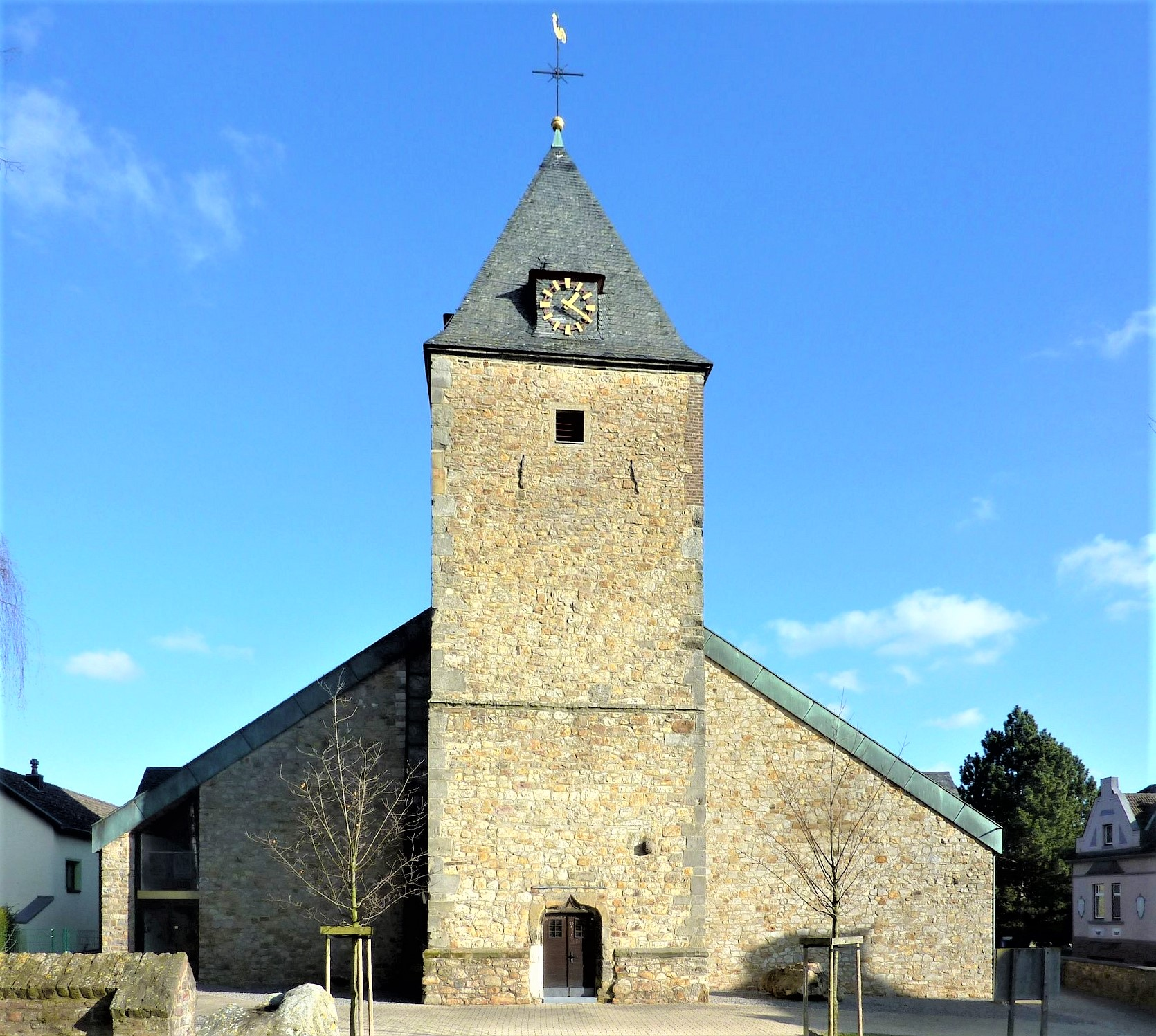
St. Blasius in Kinzweiler

St. Blasius ist eine römisch-katholische Pfarr- und Wallfahrtskirche in Kinzweiler, einem Stadtteil von Eschweiler in der Städteregion Aachen in Nordrhein-Westfalen. 
Die Kirche ist unter Nummer 137 in die Liste der Baudenkmäler in Eschweiler eingetragen. Zur Pfarre zählen auch Gut Kambach und Neu-Langweiler.

## Geschichte
Kinzweiler ist eine alte Pfarrei. Kirche und Pfarre wurden bereits im Liber valoris aus dem Jahr 1308 aufgeführt. Das Kollationsrecht besaßen seit jeher bis zur Französischen Revolution die Herren von Burg Kinzweiler. Die im Liber valoris genannte Kirche wurde im 15. Jahrhundert durch einen Neubau ersetzt. Kurzzeitig konnte in Kinzweiler die Reformation Fuß fassen, sodass in der Kirche zwischen 1616 und 1628 nur der lutherische Gottesdienst gefeiert wurde. Nachdem die Protestanten eine eigene Kirche errichtet hatten, wurde St. Blasius an die Katholiken zurückgegeben. Im 17. Jahrhundert erneuerte man das Langhaus in barocken Formen. 1859 wurde die Kirche nach Osten hin im Stil der Neugotik verlängert. 
Im Zweiten Weltkrieg wurde das Gotteshaus beschädigt. Die Schäden konnten bis 1946 behoben werden. Im Verlauf der 1960er Jahre wurde die Kirche für die stark angewachsene Gemeinde zu klein, weshalb ein Erweiterungsbau geplant wurde. 1969 wurde das alte Langhaus abgerissen und an dessen Stelle das heutige Kirchenschiff errichtet. Der alte Turm aus dem 15. Jahrhundert und der neugotische Chor blieben erhalten. Die Pläne zu diesem Umbau lieferte Architekt Heinz Kaldenbach.

## Wallfahrt
Um das Jahr 1767 wurde in Kinzweiler die Bruderschaft der Mutter vom Guten Rat gegründet. Der damalige Herr von Burg Kinzweiler hatte der Pfarre eine Kopie des Gnadenbildes der Mutter vom guten Rat geschenkt. Seitdem zieht das Gnadenbild jährlich Pilger an. Jedes Jahr im Mai wird eine einwöchige Oktav gefeiert.

## Pfarrer
Folgende Priester wirkten bislang als Pastor an St. Blasius:
| von – bis | Name                                   |
| --------- | -------------------------------------- |
| 1918–1936 | Bernhard Schaffer                      |
| 1936–1938 | Josef Wilms                            |
| 1938–1950 | Augustinus Scherkenbach                |
| 1950–1960 | Franz Einerhand                        |
| 1960–1974 | Hermann-Josef Josch                    |
| 1974–1989 | Herbert Maaßen                         |
| 1989–2020 | Karl Rainer Hennes                     |
| Seit 2020 | Hannokarl Weißhaupt und Michael Datené |